# Allacciante Circondario
L'Allacciante Circondario, chiamato anche Allacciante IV Circondario, è un importante canale di bonifica della provincia di Bologna.
Comincia il suo percorso presso Casoni, frazione di Malalbergo, da una deviazione del Savena Abbandonato; si dirige prima verso est, lambendo la città di Minerbio, poi verso nord, concludendo il suo percorso di 16,8 km nel canale della Botte, a san Pietro Capofiume, frazione del comune di Molinella.
Ha un flusso molto lento, atto a raccogliere le acque di scolo dei campi che lambisce. Tra i canali che vi si immettono, i principali sono lo Zena superiore e il Fiumicello Dugliolo.

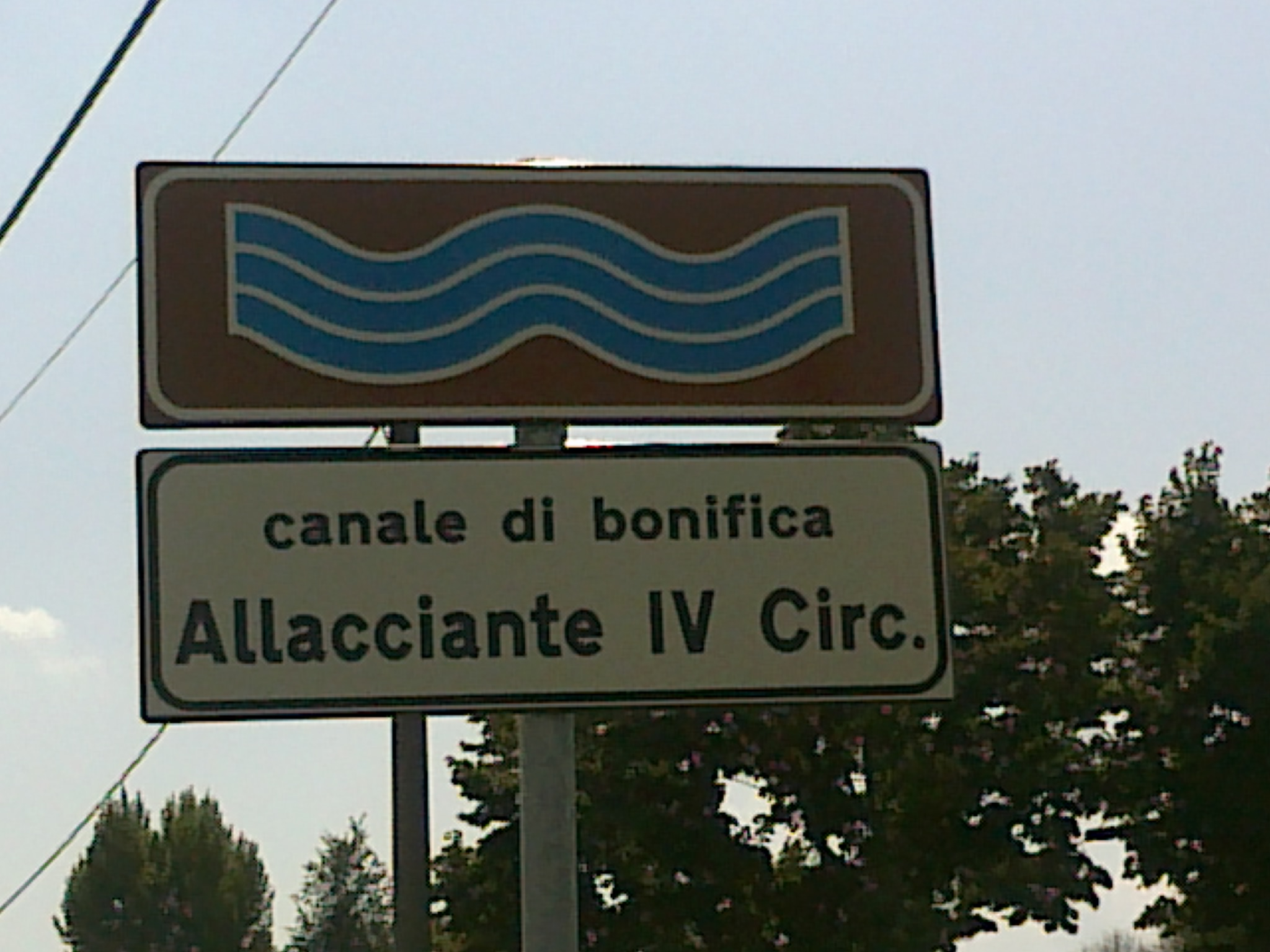
Uno dei numerosi cartelli impiantati dal Consorzio della Bonifica Renana per indicare i canali della provincia